# 多尔索洞错
多尔索洞错（藏語：གདོར་ཟོལ་གདོང་མཚོ，威利转写：gdor zol gdong mtsho，THL：Dorzöl Dongtso）位于中国西藏自治区那曲市双湖县境内，地处双湖县东部，唐古拉山腹地，东临米提江占木错湖面海拔4921米，面积400平方公里。湖区气候恶劣，年均降水量150毫米左右，年均气温-6℃。与孔纳木错相通。